# Marc Schneider
Marc Schneider   (Lubbock, 28 d'abril de 1973) és un remer estatunidenc, ja retirat, guanyador d'una medalla olímpica.
El 1996 va prendre part en els Jocs Olímpics d'Estiu d'Atlanta, on guanyà la medalla de bronze  en la prova del quatre sense timoner lleuger del programa de rem. Formà equip amb Jeff Pfaendtner, David Collins i William Carlucci. Quatre anys més tard, als Jocs de Sydney, fou sisè en la mateixa prova.
En el seu palmarès també destaca una medalla d'or en el quatre sense timoner lleuger dels Jocs Panamericans de 1999.